# Pražské Benátky (firma)
Pražské Benátky s.r.o. je plavební společnost, která provozuje většinu pražských přívozů, turistické plavby po Vltavě v Praze, Muzeum Karlova mostu, a technicky zabezpečuje loď Hermes určenou pro ubytování bezdomovců. Muzeum i sídlo společnosti je v budově křižovnického kláštera na Starém Městě, který je historicky spojený se správou Karlova mostu.
S turistickými plavbami začala v roce 1993 První všeobecná člunovací společnost v.o.s. Její činnost roku 1999 převzala stejnojmenná společnost s ručením omezeným. Ta v následujících letech rozšířila činnost i do dalších oblastí a v roce 2011 byla přejmenována na dnešní název.

## Historie

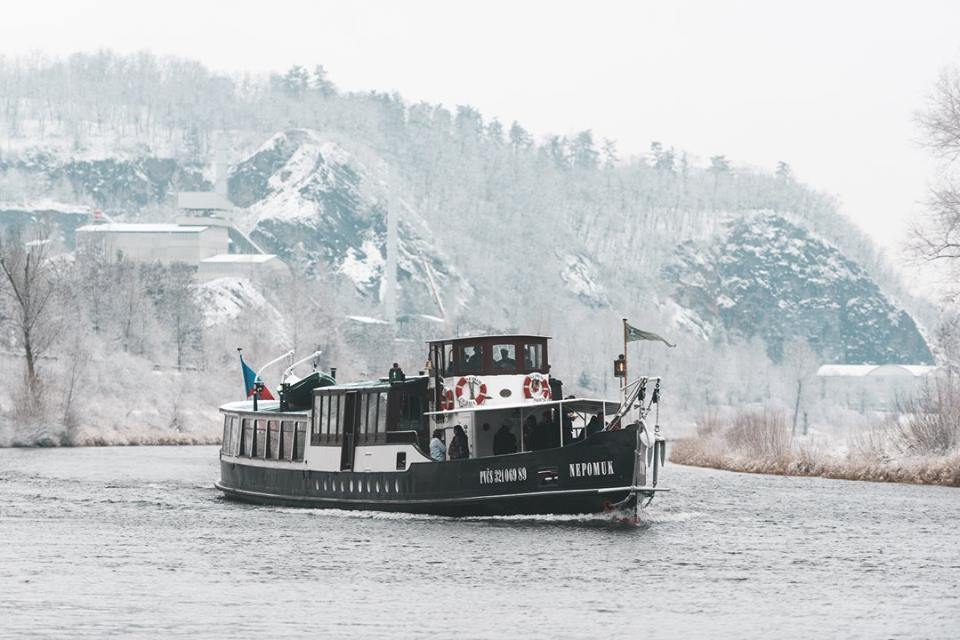
Salonní rychloloď Nepomuk na výletě do Svatojánských proudů

12. května 1993 byla založena První všeobecná člunovací společnost v. o. s. Zpočátku firma provozovala vyhlídkové plavby na dvou lodích plavby na Čertovce, přičemž jedno z plavidel bylo kopií vltavského šináglu. Druhým plavidlem byl nýtovaný parníkový člun "Plecháč". Původními spoluvlastníky byli Jan Kurc a Zdeněk Bergman. 8. listopadu 1994 koupil podíl od Jana Kurce Ing. Zdeněk Bergman (1947) z Karlových Varů - otec Zdeňka Bergmana. V roce 1998 došlo k nasazení čtyř lodí: Plecháč, Šinágl, Julius a kovová pramice.
28. dubna 1999 byla zapsána První Všeobecná Člunovací spol. s r. o. V tomto roce bylo vyrobeno sedm malých ocelových člunů. Do roku 2016 s těmito loděmi byly provozovány pražské přívozy P1, P2, P5, P6 a zrušený přívoz P4. V lednu 2002 byl nasazen na vyhlídkové plavby kolem Karlova mostu patentní vltavský člun Vodouch a v srpnu tohoto roku se firma zapojila do pomoci při povodni. V nadcházejících letech byly vyráběny či nakupovány další lodě viz odstavec "Lodě společnosti". V červnu roku 2006 firma zakoupila Salonní rychloloď Nepomuk a od července zavedla celoroční přívoz P2 Podbaba - Podhoří. Od 1. 11. 2006 do 31. 1. 2007, tedy v rekordně krátkém čase tří měsíců byla postavena loď pro bezdomovce Hermes. 15. května 2007 bylo otevřeno Muzeum Karlova mostu za podpory Hl. města Prahy a pod záštitou velmistra Rytířského řádu křižovníků s červenou hvězdou. V roce 2009 začal pracovat přívoz P5 Císařská louka - Smíchov. 15. prosince 2009 firma obnovila třísetletou tradici Svatojánských slavností NAVALIS a od září tohoto roku začal provoz přívozu P6 Modřany - Lahovičky.
13. prosince 2011 byla společnost přejmenována na libozvučnější Pražské Benátky s.r.o. Od prosince 2014 společnost provozuje s lodí Kazi vyhlídkové plavby po Berounce. V roce 2016 došlo k obměně lodí na všech čtyřech přívozech společnosti, kdy vltavské čluny byly nahrazeny převozními loděmi typu Naomi. Od roku 2017 je tzv. pendl, propojení mezi přístavišti Kazín a Mokropsy zahrnut do PID. Od 1. dubna 2019 do 30. června 2020 společnost provozovala nový Přívoz Štětí.

## Podnikání firmy

### Vyhlídkové plavby v centru Prahy

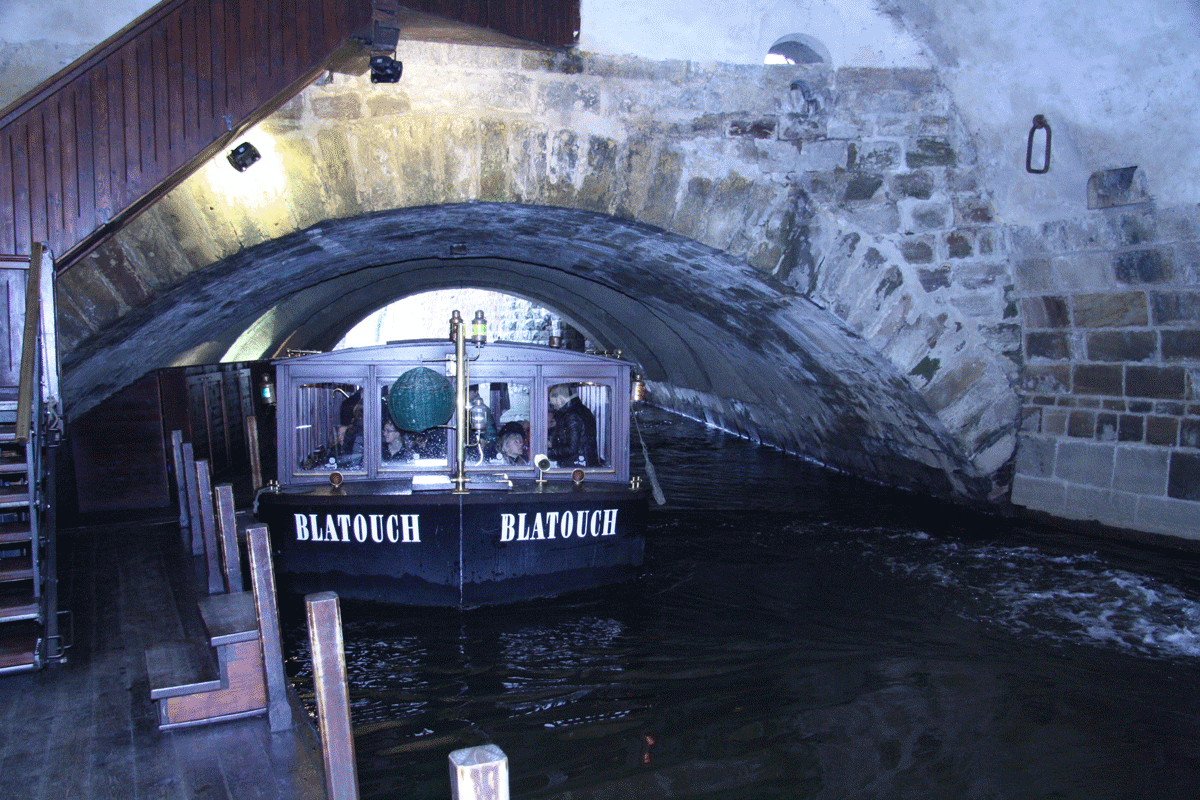
Člun Blatouch v přístavišti pod obloukem Juditina mostu v roce 2013

Vyhlídkové lodě vyjíždějí z vodního tunelu pod Křižovnickým náměstím. Proplují kolem reliéfu Bradáče a stáčejí se proti proudu pod Karlův most. Za Karlovým mostem se pod Staroměstským jezem otáčejí znovu po proudu a zamíří do Čertovky. Pražskými Benátkami proplují až k Velkopřevorskému mlýnu. Po vyplutí z Čertovky plují po proudu až za Mánesův most, odkud se pak vracejí ke Křižovnickému klášteru.
Lodě společnosti vyplouvají na vyhlídkové plavby ze čtyř přístavišť. Největší přístaviště nesoucí název Judita se skrývá ve starém vodním tunelu pod Křižovnickým náměstím, u Křižovnického ostrova. Přístaviště Čertovka se nachází na stejnojmenném rameni Vltavy pod obloukem Karlova mostu na malostranském břehu. Salónní rychloloď Nepomuk vyplouvá z přístaviště Four Seasons, které se nachází za hotelem Four Seasons v ose ulice Platnéřská. Posledním přístavištěm je pak Mánes na levém břehu řeky u paty Mánesova mostu.

### Přívozy

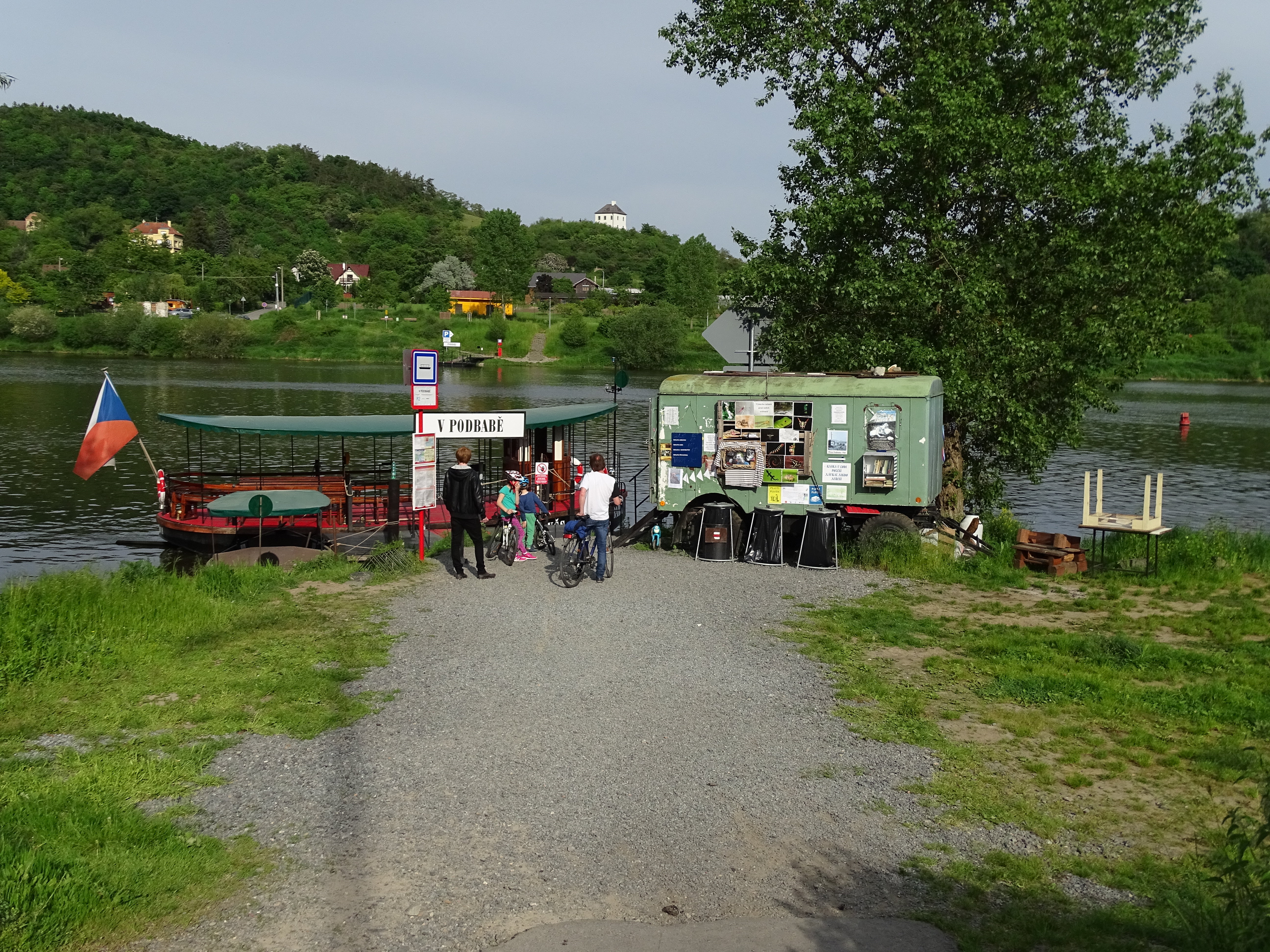
Přístaviště přívozu v Podbabě v roce 2017

Společnost provozuje většinu z přívozů zařazených do Pražské integrované dopravy:
- celoroční Přívoz Zámky – Sedlec (P1), od července 2005
- celoroční přívoz Přívoz Podbaba – Podhoří (P2), od července 2006
- sezonní Přívoz na Císařskou louku (P5) od dubna do října, od 31. března 2011;[12] v roce 2018 byl v provozu v rámci PID bezplatně jako náhrada za opravované lávky na železničním mostě; poté zůstal na podzim v provozu jako komerční přívoz nezařazený do PID
- celoroční Přívoz Lahovičky – Nádraží Modřany (P6), od 19. září 2009 (původně sezonní)
- sezonní Přívoz Kazín – Dolní Mokropsy (P4), od prosince 2014, od roku 2017 zařazen do PID. Od března 2019 je až do odvolání mimo provoz.[13]
- celoroční Přívoz Štětí, jako dočasná náhrada za opravovaný most přes Labe byl provozovaný od 1. dubna 2019 do 30. června 2020

### Plavby po Berounce
Od prosince 2014 společnost provozovala s lodí Kazi v Černošicích a Lipencích vyhlídkové plavby po Berounce, které obchodně označuje jako kazínský přívoz. Od roku 2017 je tzv. pendl, část trasy tvořící propojení mezi přístavišti Kazín a Mokropsy zahrnut do PID. Od roku 2020 jsou Vyhlídkové plavby po berounce do odvolání mimo provoz.

### Lodě

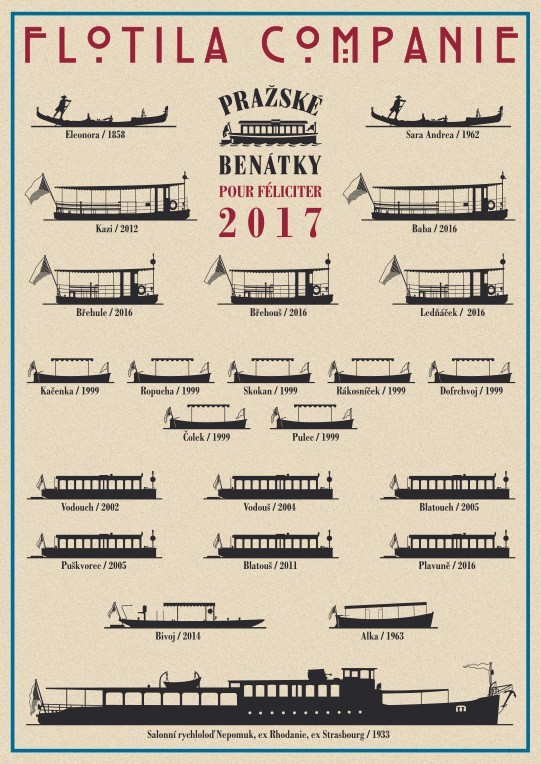
Flotila Pražských Benátek

V roce 1998 byly nasazeny čtyři lodě: Plecháč, Šinágl, Julius a kovová pramice. V roce 1999 bylo vyrobeno sedm malých ocelových člunů, s nimiž do roku 2016 byly provozovány pražské přívozy P1, P2, P5, P6 a zrušený přívoz P4.
V lednu 2002 byl nasazen na vyhlídkové plavby kolem Karlova mostu patentní vltavský člun Vodouch a v srpnu 2002 se firma zapojila do pomoci při povodni. V nadcházejících letech byly vyráběny či nakupovány další lodě. V červnu roku 2006 firma zakoupila salonní rychloloď Nepomuk. V roce 2016 byly na všech čtyřech přívozech společnosti vltavské čluny nahrazeny převozními loděmi typu Naomi.
- salónní rychloloď Nepomuk. Největší loď společnosti, vyrobená roku 1933 v belgickém přístavu J. Boel & Zonen v Tamise pod jménem „Rhodania“ pro rejdařství Rhodania a.s. Během své historie nesla v rejdařství Fritze a Hanse Rittera BRAG v Basileji jména „Ville-de-Strasbourg" a „Strasbourg" (mezi lety 1937 až 1980), roku 1980 ji německý rejdař Hans Jürgen Voditsch přejmenoval na název „Nepomuk“. V roce 2006 ji od rejdařství Manfreda Bureicka v Düsseldorfu zakoupil Zdeněk Bergman pro svoji První Všeobecnou Člunovací Společnost, s.r.o.
- patentní vltavský člun Vodouch (spuštěn na vodu v lednu 2002) – 9,6 m dlouhý a 3,2 metry široký kanálový člun s plochým dnem s ponorem pouhých 0,38 m, dřevěná kabina s mosazným a bronzovým kováním, replika historických pražských člunů vyráběných loděnicí Übigau v Drážďanech, kapacita 32 cestujících. V letech 2005 až 2016 byly vyrobeny další čluny stejného typu: Blatouch, Vodouš, Puškvorec, Blatouš a Plavuně, na které bylo poprvé použito výhradně mahagonové dřevo.[15]
- sedm malých člunů: Pulec, Dofrchvoj, Čolek, Skokan, Rákosníček, Ropucha, Kačenka.[5] Délka 6,5 metrů, šířka 2,1 metrů, kapacita 12 cestujících. Konstrukce vychází z tradičního plavidla vltavských plavců z roku 1897, nazývaného „naháč“ (protože šlo o jednoduchou dřevěnou loďku bez kajuty a dalšího vybavení). Do roku 2016 s těmito loděmi byly provozovány pražské přívozy P1, P2, P5, P6 a zrušený přívoz P4 Náplavka Holar - Slovanská ostrov - Střelecký ostrov - Dětský ostrov.
- Alka: otevřený hliníkový motorový člun, postavený roku 1963 v polské loděnici Stocznia remontowa Ustka, původně záchranný člun československé námořní nákladní lodi Brno, po vyřazení z námořní plavby provozován soukromníky na Vltavě v Braníku pod názvem Wey, v roce 1999 přestavěn a po dvě sezóny jezdil z přístaviště u Lichtenštejnského paláce, poté byl uložen k rozsáhlé opravě a údajně znovu zařazen do provozu v roce 2008. Kapacita 20 osob, délka 8,55 metru, šířka 3,05 metru, ponor 0,45 metru.
- Blanice: původně parník Pillnitz, postavený roku 1927 v drážďanské loděnici Ubigau. Kolem roku 1953 přestavěn v německém Laubegastu na motorovou loď. V roce 1998–2007 provozován soukromníkem na Vltavě v Praze, roku 2008 jej koupila PČVS a překlasifikovala na převozní loď. Délka 16,07 m, šířka 3,84 m, ponor 1,03 m. Prodána v roce 2014.
- Eleanora, benátská gondola z roku 1858[16]
- Sára Andrea, benátská dondola vyrobená v roce 1962.[17]
- převozní prám Bivoj: Je kopií vltavských prámů. Bivoj byl postaven v roce 2014, je dlouhý 12 m, široký 3,4 m, ponor 0,5 m. Kapacita 50 osob. Výkon motoru 36,8 kW. Jde o univerzální plavidlo, které se dá používat i pro práci na řece.
- převozní loď Kazi, používána od roku 2014 na sezónní lince na Berounce v kombinaci s Kazínským přívozem. Poprvé v provozu v rámci adventních vyhlídkových plaveb Přívozu Kazín roku 2014. Provozovatel uváděl kapacitu 45 osob[18] a ponor 46 cm.[19] V září 2015 loď slavnostně pokřtila herečka Sandra Pogodová, divadelní přestavitelka Kazi v komedii Františka Ringo Čecha Dívčí válka.[20]
- převozní loď Baba, prototyp vyvinutý speciálně pro přívozy v Praze. Od 12. července 2016 nasazena na Podbabský přívoz P2. Tento typ lodi konstruován podle lodí z konce 19. století, má délku 11,2 metru, šířku 3,7 metru, ponor 48 centimetrů a kapacitu 40 cestujících, o výkonu motoru 50 kW. Díky palubové konstrukci a novým přístavištím umožňuje nástup a výstup v jedné úrovni. Kormidelna je krytá.[21] Loď Baba stála pět milionů korun.
- Ledňáček, Břehule a Břehouš. Nové lodě typu Naomi, podobné lodím Kazi a Baba, ale v menším provedení. Délka 8,5 metru, šířka 3,15 metru, ponor 44 cm, výkon motoru 22 kW a kapacita 12 osob.[22] Od září 2016 byly nasazeny na přívozy P1, P5 a P6.[21]
- Hermes. V roce 2006 společnost zakoupila nákladní vlečný člun a začala jej rekonstruovat na bostel, nízkonákladovou plovoucí ubytovnu pro turisty. Následně však uspěla ve výběrovém řízení města na dodávku lodi pro ubytování bezdomovců. Během tří měsíců, od listopadu 2006 do února 2007, byl člun přebudován na loď Hermes[6] a na konci února prodán městu.
- nová převozní loď typu Naomi - Šemík byla nasazena na přívoz Vyšehrad v říjnu roku 2018.[23]

Loď Baba a lodě typu Naomi postavila dle projektu Zdeňka Bergmana firma JESKO CZ s.r.o. Pardubice, Jaroslav Jiráň, jejímž jednatelem je Jaroslav Jiráň.

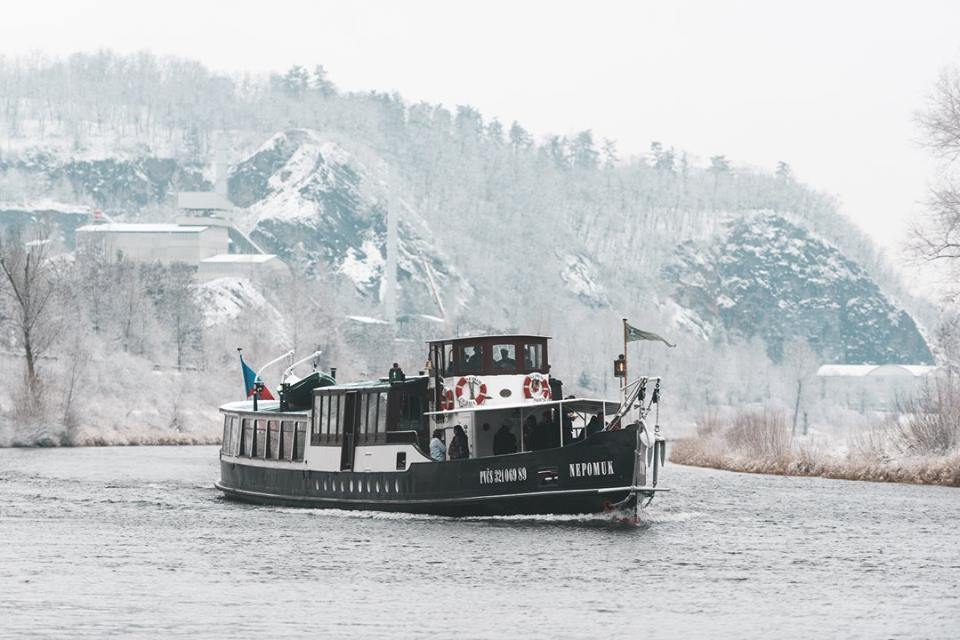
Salonní rychloloď Nepomuk na výletě do Svatojánských proudů v lednu 2016
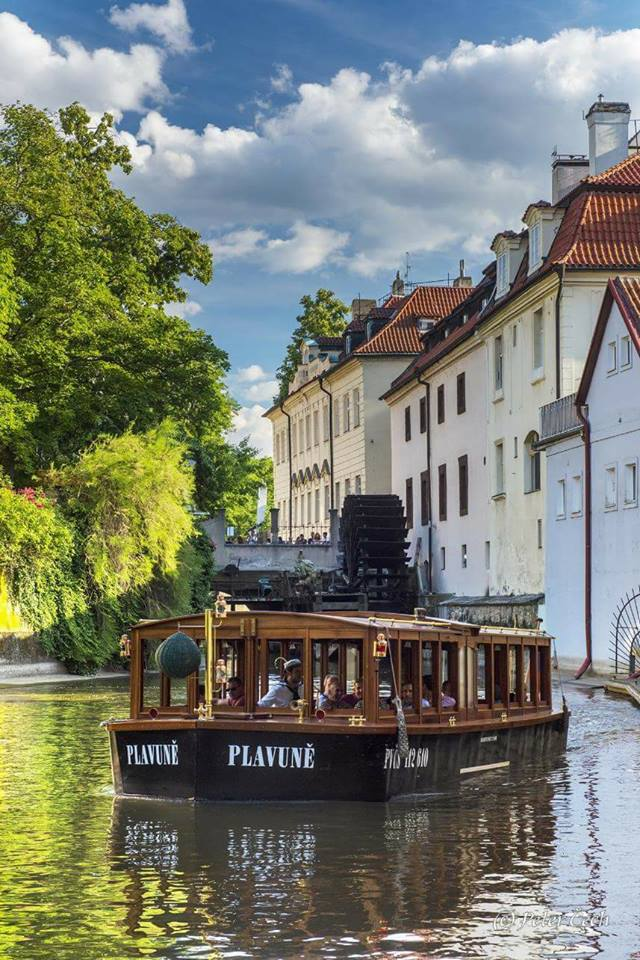
Kanálový člun Plavuně v Čertovce v roce 2017
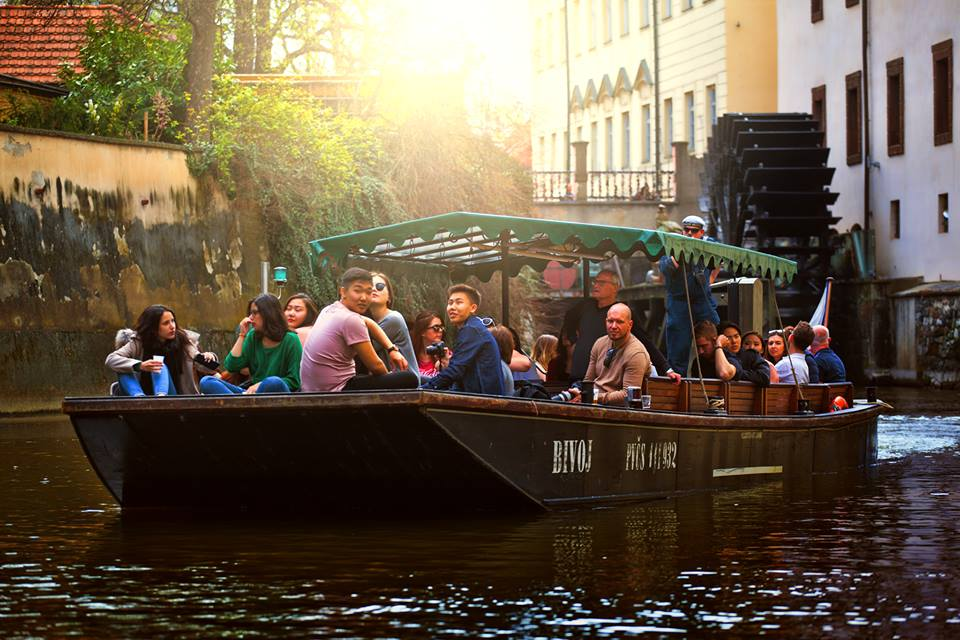
Převozní prám Bivoj pluje Čertovkou v roce 2016
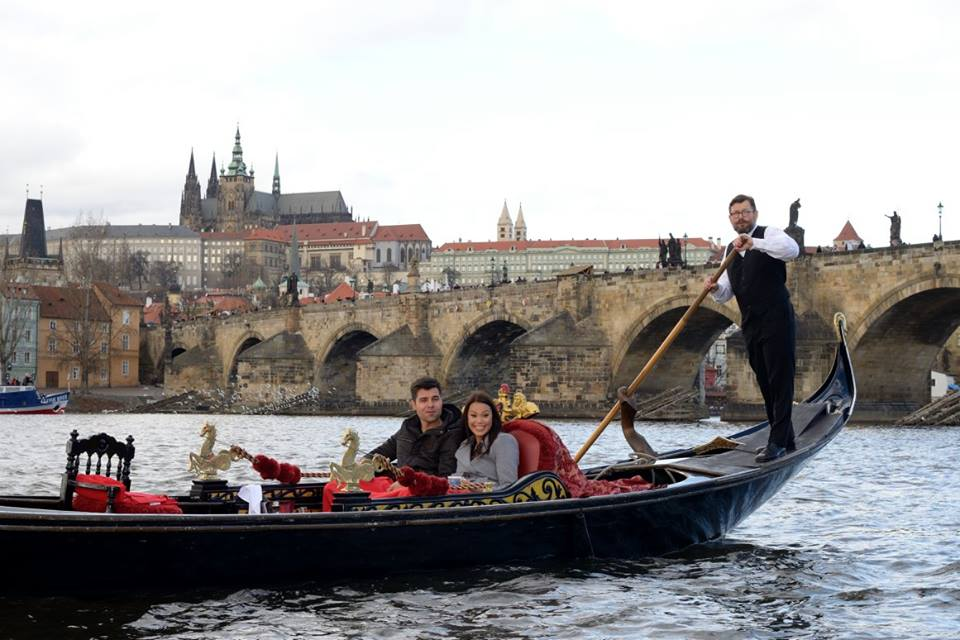
Benátská gondola Eleonora u Karlova mostu v roce 2015
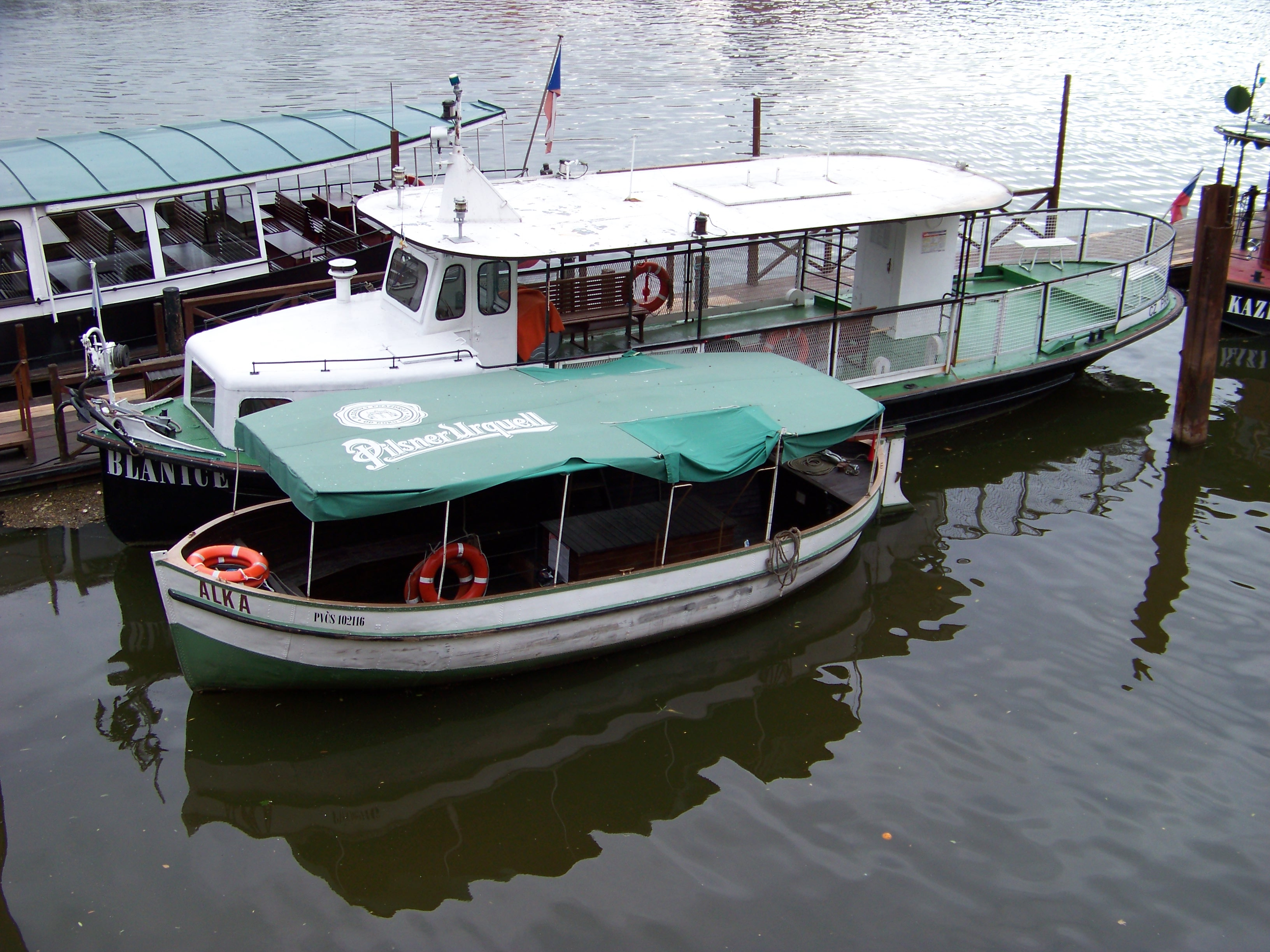
Člun Alka a loď Blanice v přístavišti Four Seasons v roce 2012
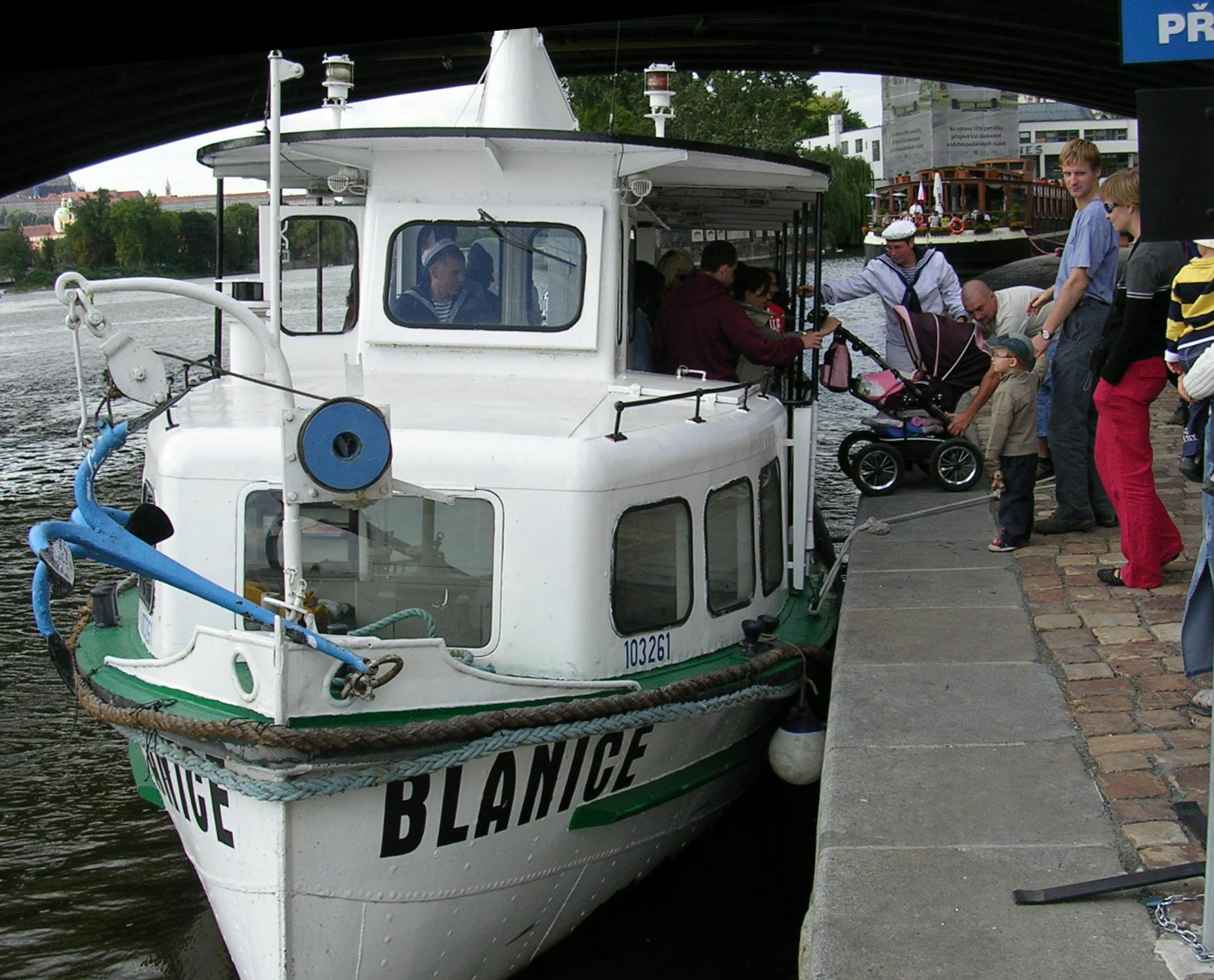
Loď Blanice v přístavišti Jiráskův most na přívozu P5 v roce 2008
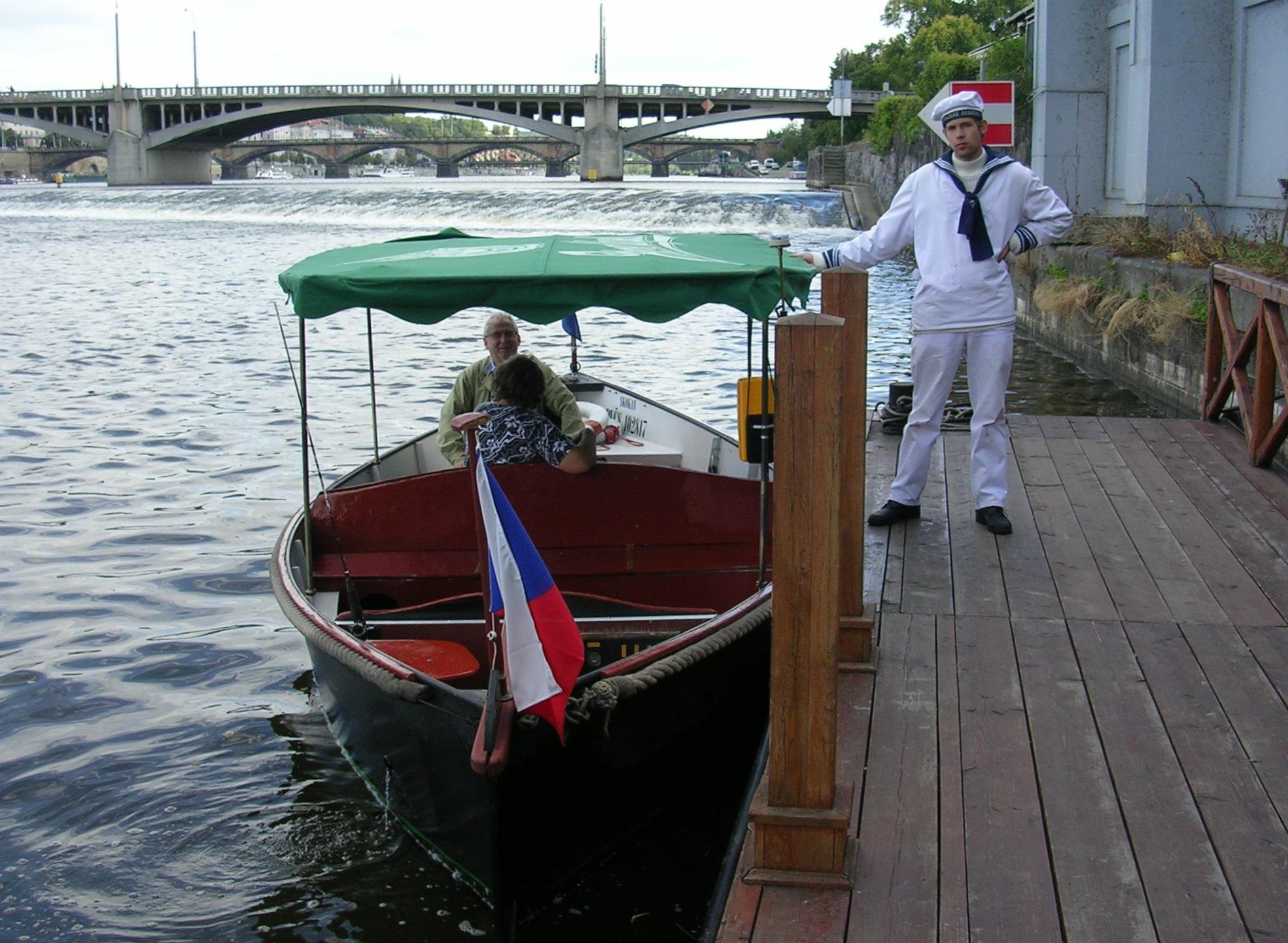
Vltavský člun Skokan v přístavišti Dětský ostrov v roce 2008
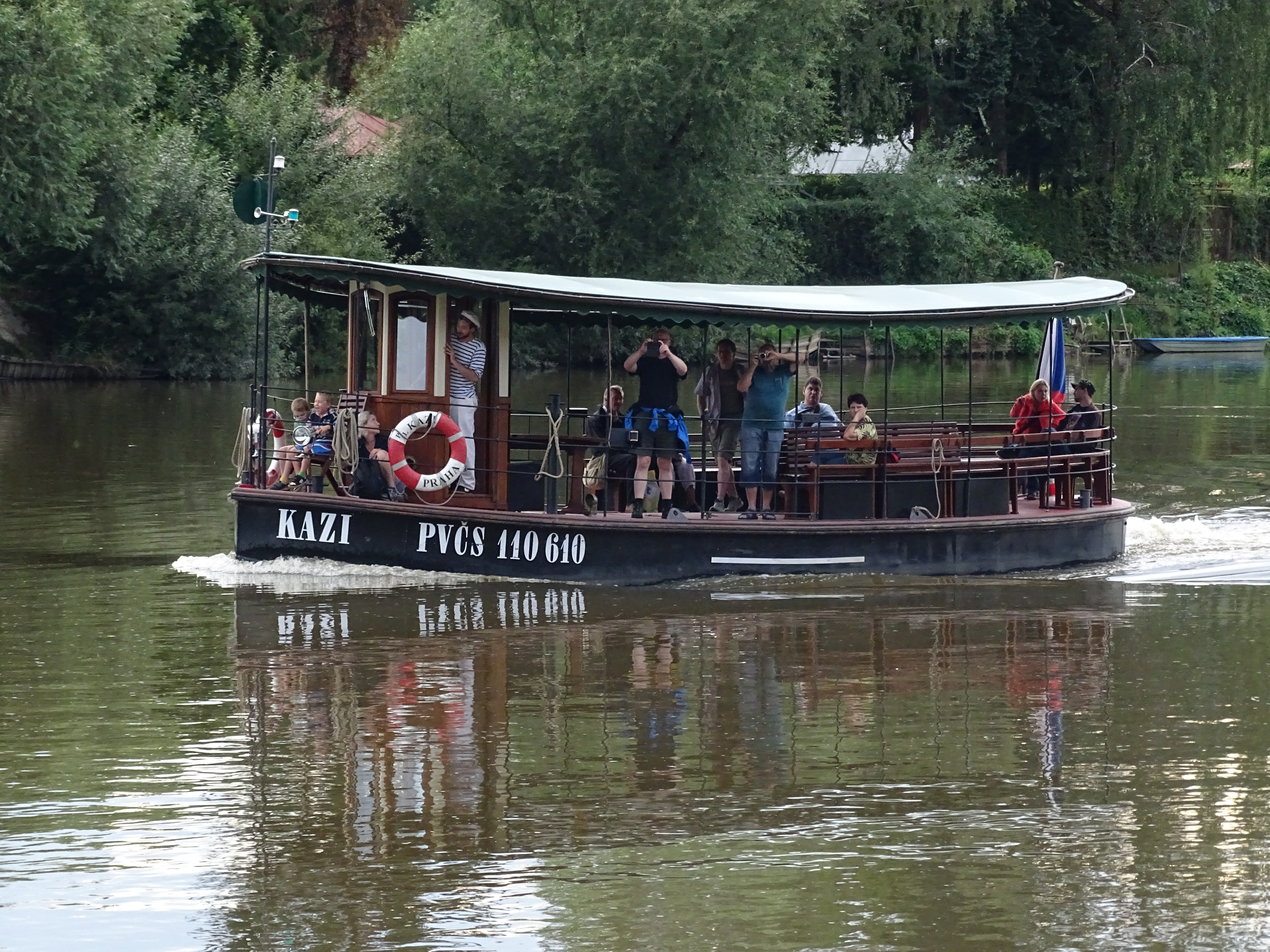
Loď Kazi na Berounce u Kazína v roce 2016
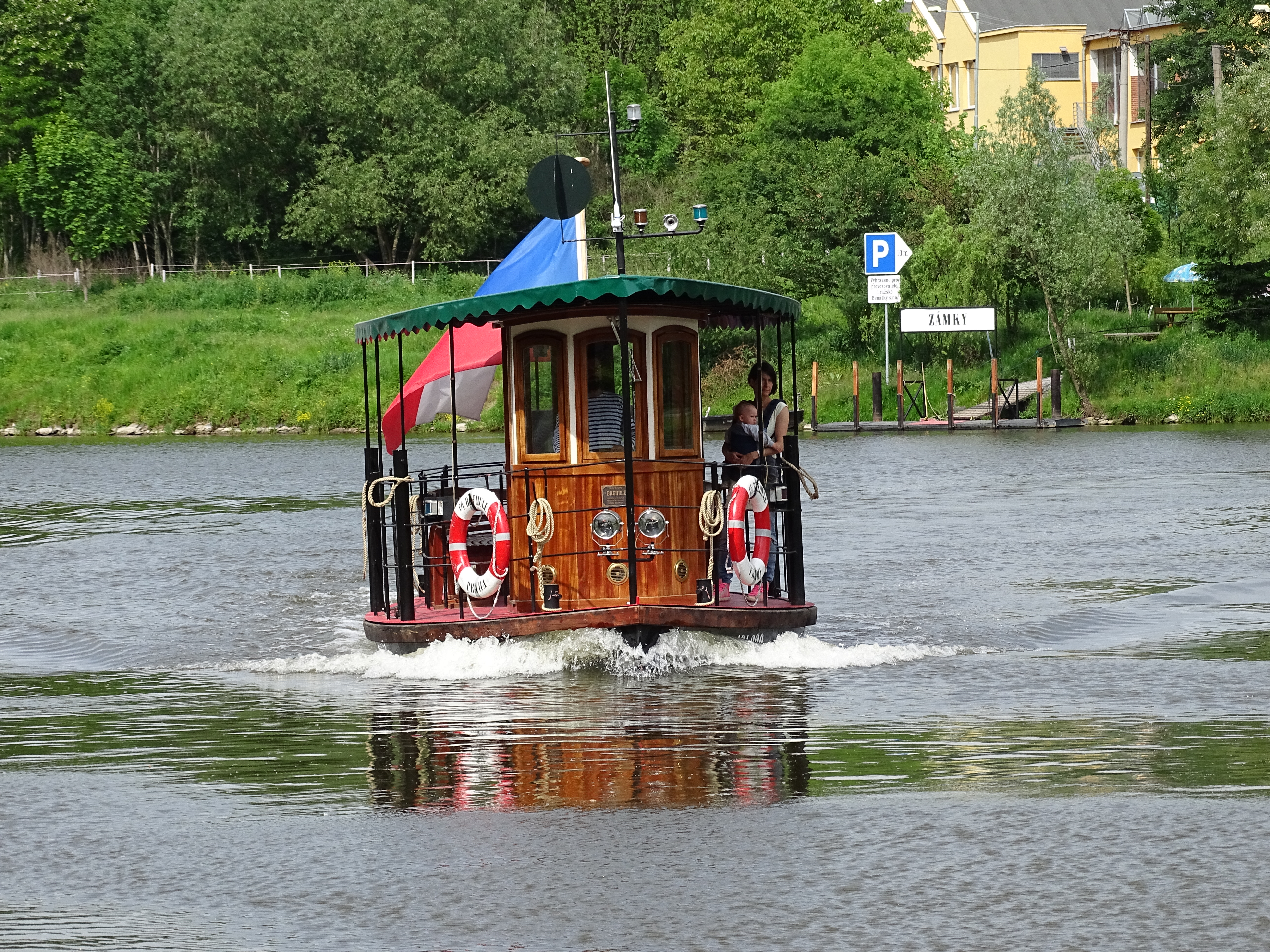
Loď Břehule na sedleckém přívozu v roce 2017

### Muzeum Karlova mostu

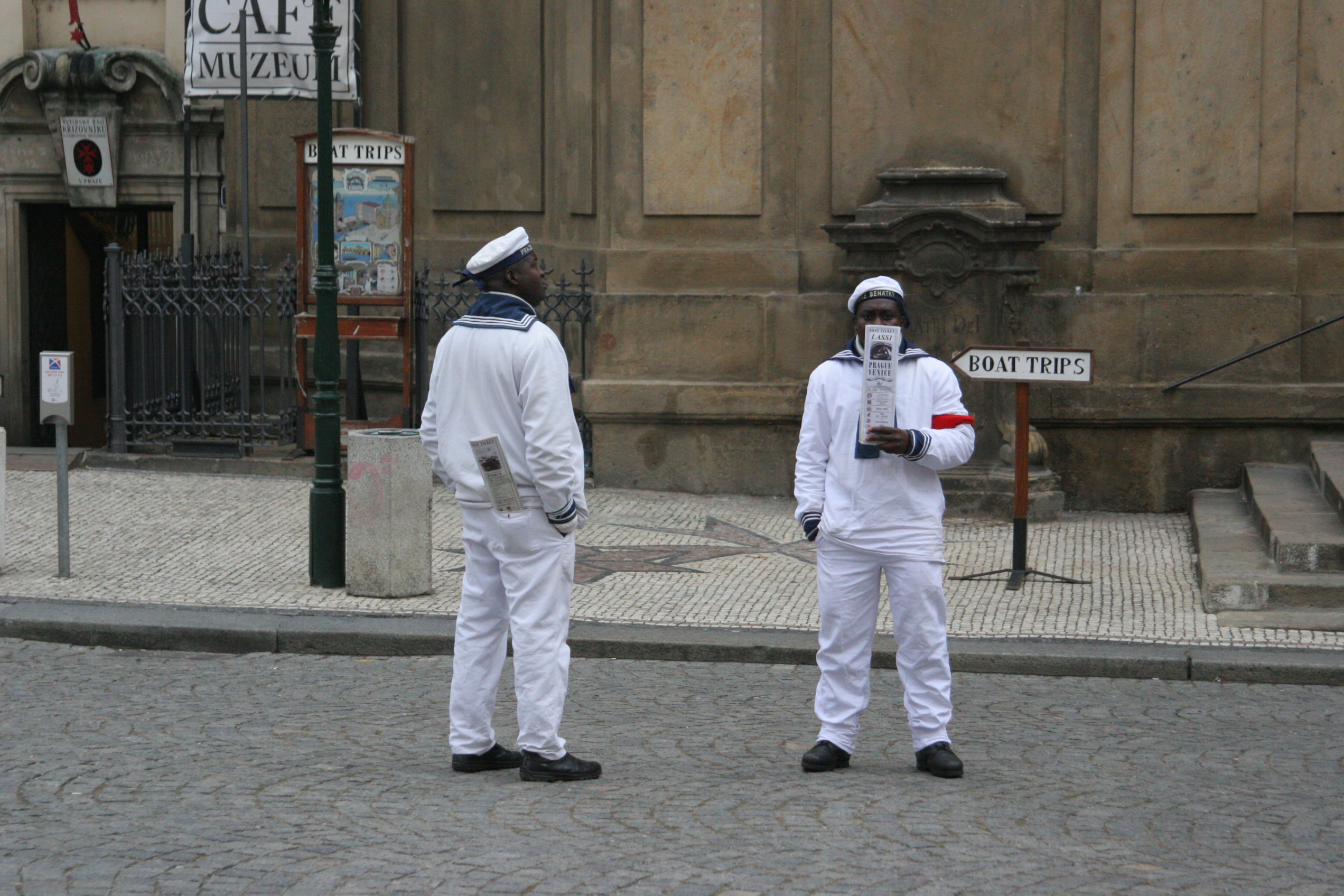
Na vyhlídkové jízdy v centru města tradičně turisty lákají černoši v námořnických uniformách

15. května 2007 bylo otevřeno v křižovnickém klášteře Muzeum Karlova mostu za podpory hl. města Prahy a pod záštitou velmistra Rytířského řádu křižovníků s červenou hvězdou. V muzeu je stálá expozice historie výstavby Karlova mostu a výstava věnovaná sv. Anežce České. V prostorách muzea se pořádají přednášky a výstavy, především z duchovních dějin českého národa.
Rytířský řád křižovníků s červenou hvězdou u paty pražského mostu (Ordo militaris Crucigerorum cum rubea stella in pede pontis Pragensis) byl spjatý s pražským mostem od samého začátku; už od Václava II. a poté od Lucemburků měl povinnost o most pečovat a privilegium vybírat na mostě clo a mýtné.

### Svatojánské slavnosti Navalis
Majitel firmy Zdeněk Bergman 15. prosince 2009 obnovil třísetletou tradici Svatojánských slavností NAVALIS. Od té doby se na Slavnostech Pražské Benátky podílejí jak finančně, tak organizačně, od roku 2014 společně se Svatojánským spolkem.

### Odložené trestní oznámení
V červnu 2012 podala na firmu skupina čtyř bývalých převozníků společnosti trestní oznámení kvůli možnému zneužívání dotací hlavního města Prahy. ROPID prý hradil vykazované náklady bez kontroly a údajně si měly Pražské Benátky naúčtovat několikanásobně vyšší částky, než byly ty skutečné. Příkladem měly být pohonné hmoty z roku 2008, kdy si společnost měla naúčtovat 2 323 000 Kč a reálně spotřebovat jen 54 000 Kč.
10. prosince 2013 bylo trestní oznámení jako nedůvodné odloženo.